# معركة قلعة السدادة
كانت معركة قلعة السدادة معركة وقعت في 19 ديسمبر 2018 بين الجيش الوطني الليبي وقوة حماية سرت وكتائب مجلس شورى ثوار بنغازي، وقد حدثت في منطقة قلعة السدادة، بين مصراتة وبني وليد. استولى الجيش الوطني الليبي على الموقع بعد اشتباكات قصيرة داخل القلعة. أنكرت قوة حماية سرت خسارة المدينة.
جاءت المعركة بعد تقدم الجيش الوطني الليبي في محافظة مصراتة في وقت سابق من ذلك الأسبوع.